# فنسنت جوزيف هاينز
فنسنت جوزيف هاينز (بالإنجليزية: Vincent Joseph Hines)‏ هو كاهن كاثوليكي أمريكي، ولد في 14 سبتمبر 1912 في نيو هيفن في الولايات المتحدة، وتوفي في 23 أبريل 1990.